# 早坂明子
早坂 明子（はやさか あきこ、1986年10月4日 - ）は、宮城県仙台市出身のローカルタレント・リポーター・モデル・料理研究家。本名、外賀 明子（げか あきこ）。仙台を中心に活動している。MOCプランニング所属。夫はミヤギテレビアナウンサーの外賀幸一。

## 人物
大学では健康栄養学を学び、在学中の2008年11月にフードアナリストの資格を取得。また、栄養士の資格も取得している。2009年3月に大学を卒業。
特技は陸上競技、趣味は料理。テンションが上がると仙台弁がもろだしになる。
SNS上の変顔写真も評判。
度を越えた飲酒をしても、決して乱れることのない姿には飲食店スタッフも驚愕している。
2011年1月にミヤギテレビアナウンサーの外賀幸一と結婚。

## 主な出演
テレビ
- TBCテレビ『宝くじ特番』
- 岩手朝日テレビ『ふるさとCM大賞』
- ミヤギテレビ『COLOR TV』
  - 「リサイクルおしゃれさん」コーナー担当
- CSファミリー劇場『ますだおかだの出たぁトコ勝負!』
- ミヤギテレビ『OH!バンデス』
  - バンデス記者として初出演。
  - 「ドキドキ!&懐かし!DVD倶楽部」コーナー担当
  - 「週刊特ダネげっちゅ」コーナー担当
  - 「アッコのらくウマレシピ」コーナー担当

2017年3月30日番組卒業、卒業後は、料理研究家として、たびたび出演している。
テレビCM
- ダルマ薬局
- 那須りんどう湖ファミリー牧場

スチール写真
- 藤崎
- 石巻専修大学

雑誌
- 東北じゃらん
- COLOR

ショー
- 仙台セントジョージ教会
- 東京モーターサイクルショー2006 Y'S GEARブース（コンパニオン）